# Portrait d'un jeune homme tenant un médaillon
Pour les articles homonymes, voir Portrait de jeune homme.
Le Portrait d'un jeune homme tenant un médaillon (en italien, Giovane uomo con in mano una medaglia) est un tableau en détrempe sur bois de peuplier réalisé par Sandro Botticelli vers 1470-1480. Depuis sa vente aux enchères chez Sotheby's New York le 28 janvier 2021, il est devenu le portrait le plus cher au monde.

## Histoire
Le portrait a sans doute été acheté par Sir Thomas Wynn, premier baron Newborough (1736-1807), lors de son séjour en Toscane, entre 1782 et 1791, où il rencontra sa seconde épouse, Maria Stella Chiappini,,. Son descendant, le baron Newborough of Caernarfon, en était le propriétaire dans les années 1930. Celui-ci céda le tableau au marchand d'art Frank Sabin pour un prix relativement modique. En 1941, Sabin le vendit 17 000 livres sterling au physicien et collectionneur britannique Sir Thomas Merton. En 1982, l'homme d'affaires américain Sheldon Solow en fit l'acquisition aux enchères chez Christie's pour la somme de 810 000 livres sterling, soit 1,3 million de dollars de l'époque,,. 
Pendant les cinquante dernières années, l'œuvre a souvent été exposée en public, notamment à la National Gallery de Londres, au Metropolitan Museum of Art de New York, à la National Gallery of Art de Washington et au musée Städel de Francfort-sur-le-Main.
Après la mort de Sheldon Solow, en novembre 2020, ses héritiers ont décidé de proposer le tableau à la vente. Le 28 janvier 2021, il a été adjugé à un collectionneur privé, chez Sotheby's New York, pour la somme de 92,2 millions de dollars (76 millions d'euros), ce qui en fait le portrait le plus cher au monde,.

## Description
Ce portrait, réalisé sur un panneau de bois de peuplier, représente un jeune Florentin dont l'identité n'est pas connue mais qui pourrait appartenir à la famille Médicis. 
Il correspond aux idéaux de beauté et de mode dans l'aristocratie florentine du Quattrocento, avec ses longs cheveux souples séparés par une raie médiane et son pourpoint d'aspect modeste mais dont la couleur violet sombre révèle une teinture de luxe. 
Le modèle se présente en buste de trois quarts orienté à gauche, tenant un médaillon entre ses deux mains au-dessus d'un parapet. L'image du saint sur fond mordoré dans le médaillon fut ajoutée plus tard : il s'agit d'une reprise d'un fragment d'un retable de Bartolomeo Bulgarini, peintre siennois du Trecento ; les deux doigts de la main gauche dépassent du bord du parapet et leur ombre renforce l'illusion de profondeur du médaillon. L'ensemble se découpe  sur une fenêtre rectangulaire ouvrant sur un ciel bleu clair qui accentue l'effet de perspective. La composition est caractéristique du trompe-l'œil qu'utilisent les peintres de la Renaissance pour réduire la distance entre le tableau et le spectateur.